# أصابع الزمن
أصابع الزمن هو مسلسل درامي سعودي، مصري تم إنتاجه عام 1982، من تأليف وبطولة محمد حمزة، وإخراج محمد شاكر.

## قصة المسلسل
تدور أحداث المسلسل عن عائلة سعودية بسيطة، يتزوج رب الأسرة زوجة ثانية، وبعدها يفقد أحد أبنائه بسبب هذا الزواج، ويكون المحور الأساسي للمسلسل حول البحث عن هذا الابن.

## الممثلون
- محمد حمزة
- مديحة حمدي.
- نسرين.
- عبد الإله نوار.
- أحمد شوقي.
- ليلى يسري.
- فؤاد بخش.
- وائل محمد حمزة.
- لؤي محمد حمزة.
- نيفين شوقي.
- حمدان شلبي.
- علي منصورالقحطاني.
- ضاعن جمعة.
- فتحية بودبوز.
- أحمد عبد الوارث.
- ممدوح عبد العليم.
- نادية فهمي.
- عبد السلام الدهشان.
- زوزو نبيل.
- مصطفى حنفي.
- سمير الحضيري.
- عبد المعطي حسين.
- أحمد عبد الجواد.
- عبد السلام الدهشان.
- فريدة مرسي
- عبد المنعم طنطاوي.
- أحمد القبيصي
- مسعد شفيق.
- علي بهادر.
- محمد يوسف.
- محمد توفيق.